# Nachlassverwaltung
Die Nachlassverwaltung (§ 1975 BGB) ist in Deutschland eine Form der Nachlasspflegschaft.  Es handelt sich um eine durch das Nachlassgericht angeordnete Pflegschaft. Sie hat unter anderem das Ziel der Befriedigung der Nachlassgläubiger und dient insbesondere bei unübersichtlichem Nachlass der Trennung des eigenen Vermögens des Erben vom Nachlass. Damit kann die Haftung des Erben für Nachlassverbindlichkeiten auf den Nachlass beschränkt werden (siehe § 1981 ff BGB).
Mit der Anordnung der Nachlasspflegschaft geht die Befugnis, den Nachlass zu verwalten und über ihn zu verfügen, auf den Nachlasspfleger über (§ 1984 BGB). Antragsberechtigt für die Anordnung der Nachlassverwaltung sind die Erben und die Gläubiger. Ist kein Erbe bekannt, so ordnet das zuständige Amtsgericht eine Nachlasspflegschaft an. Falls mehrere Erben existieren, können die Miterben den Antrag nur gemeinschaftlich und vor der Auseinandersetzung der Erbengemeinschaft stellen (§ 1981 BGB). Nachlassgläubiger können einen entsprechenden Antrag innerhalb einer Frist von zwei Jahren nach Annahme der Erbschaft stellen, wenn die Befriedigung ihrer gegen den Nachlass gerichteten Forderungen gefährdet erscheint.
Kosten für die Verwaltung des Nachlasses sind nach § 10 Abs. 5 Nr. 3 Satz 3 ErbStG nicht von der Erbschaftssteuer abzugsfähig.

## Digitaler Nachlass
Im Zuge der zunehmenden Digitalisierung bleibt nach dem Tod eines Menschen oft ein digitaler Nachlass. Um die Betreuung und Regelung derartiger Residualien kümmern sich sogenannte digitale Nachlassverwalter. Sie löschen Internet-Profile und schließen E-Mail-Accounts.